# Ахмад ібн Абу Умара
Ахмад ібн Мурзук ібн Абу Умара (араб. أحمد بن مرزوق بن أبي عمارة; д/н–1284) — узурпатор, 6-й султан і 5-й халіф Держави Хафсідів в 1283—1284 роках.

## Життєпис
Народився в м. Мсіла. Замолоду перебрався до Беджаї, де отримав початкову освіту, був шевцем. Водночас його захопили розповіді про прихід махді. Одного разу один з халіфських сановників сказав, що Ахмад схожий на одного з синів загиблого халіфа Абу Закарії Ях'ї II.
1282 року опинився серед арабських племен південної Іфрікії, де оголосив себе Аль-Фаділом — врятованим сином халіфа Абу Закарії Ях'ї II. Привернув на свій бік також бедуїнські арабські клани, за допомогою яких захопив Триполітанію. На кінець 1282 року оволодів Габесом, Сфаксом і Кайруаном. За цим завдав поразки султану Абу Ісхак Ібрагіму I, що втік до Беджаї. 1 червня 1283 року у битві біля фортеці Сінан завдав поразки Абу Фарісу, що повалив Ібрагіма, ставши новим володарем. Абу Фаріс та 3 його брати загинули. Невдовзі було схоплено Абу Ісхака Ібрагіма та страчено.
Ахмаду підкорилася уся держава Хафсідів, а його оголошено султаном і халіфом. У листопаді 1283 року фундував мечеть Зарарійя в Тунісі. Проте невдовзі погиркався з шейхами арабів, які набули чималої ваги. деяких стратив, інших ув'язнив.
Проте Абу Хафс Умар 1284 року зібрав вірні Хафсідам племена, з якими виступив проти Ахмада. На бік повсталих перейшли бербери-кабіли. Халіф-узурпатор зазнав низки невдач. Невдовзі бедуїни його залишили. За цим він потрапив у полон й після тривалих катувань був страчений.